# City View
City View, connu comme Washington Plaza jusqu'en 2014, est un gratte-ciel de 91 mètres situé au 1420 Centre Avenue à Pittsburgh en Pennsylvanie. Le bâtiment fut complété en 1964 et il y a 24 étages. Il est le 27e plus haut gratte-ciel de la ville, à égalité avec le The Carlyle et le Commonwealth Building. Il fut conçu par l'architecte Ieoh Ming Pei.